# NGC 2744
NGC 2744 é uma galáxia espiral barrada (SBb/P) localizada na direcção da constelação de Cancer. Possui uma declinação de +18° 27' 51" e uma ascensão recta de 9 horas, 04 minutos e 39,1 segundos.
A galáxia NGC 2744 foi descoberta em 21 de Março de 1784 por William Herschel.